# Supruga Ban
Supruga Ban (cca. 48. pr. Kr.? — cca. 6. pr. Kr.) također poznata kao Ban Jieyu ((kin.) bila je kineska pjesnikinja, poznata i kao konkubina cara Chenga iz dinastije Han.
Cheng ju je uzeo kao konkubinu na prijedlog svoje majke carice Wang Zhengjun, s obzirom na to da s caricom Xu nije imao nasljednika. Ban mu je rodila dva sina, ali su oba umrla kao djeca. Oko godine 19. pr. Kr. car je i caricu Xu i nju počeo zapostavljati u korist plesačica Zhao Feiyan i Zhao Hede. Sljedeće godine su Xu i ona optužene za čarobnjaštvo, ali su uspjele dokazati svoju nedužnost.